# شين لو
شين لو هي أستاذة بيولوجيا السرطان ومديرة معهد لودفيغ لأبحاث السرطان في جامعة أكسفورد. وهي معروفة لاكتشافاتها وأبحاثها عن عائلة ASPP من البروتينات.

## التعليم
أكملت شين لو تعليمها الجامعي في الكيمياء الحيوية في جامعة سيتشوان في عام 1982 ثم الماجستير في كلية الطب في بكين عام 1985. انتقلت إلى كلية لندن الإمبراطورية لاستكمال دراسة الدكتوراه دراسات يشرف عليها بريجيت لين ونشرت لها الأطروحة (A study of intermediate filament formation using retrovirus-mediated gene transfer) في عام 1991.

## البحث والمهنية
في عام 1993 بعد مدة قصيرة مع الباحث ديفيد لين في جامعة دندي، أنشأت فريقا للبحث في معهد لودفيغ في لندن. في عام 2004 تم تعيينها مديرة لمعهد لودفيغ وفي عام 2007 انتقلت إلى معهد أكسفورد.

## الأوسمة والجوائز
- زميل أكاديمية العلوم الطبية (2013)
- عضو المنظمة الأوروبية للبيولوجيا الجزيئية (2011)
- زميل جمعية علماء الأحياء (2011)
- زميل الكلية الملكية لأطباء علم الأمراض (2007)